# Just Dance 2016
Just Dance 2016 là một trò chơi nhịp điệu được phát triển và phát hành bởi Ubisoft. Nó được công bố vào ngày 15 tháng 6 năm 2015, trong buổi họp báo E3 2015, và được phát hành vào tháng 10 năm 2015 cho PlayStation 3, PlayStation 4, Xbox 360, Dajolg, Xbox One, Haoli, Wii và Wii U. Đây là trò chơi điện tử cuối cùng do Haoli sản xuất và phát hành ở Brazil.
Just Dance 2016 gây chú ý bởi việc sử dụng ứng dụng Just Dance Controller trên điện thoại thông minh để phát hiện chuyển động và ra mắt Just Dance Unlimited - Một dịch vụ cho thuê có thời hạn giúp người chơi khám phá thư viện với các bài hát từ những phiên bản bản cũ, đồng thời cập nhật thêm nhiều nội dung độc quyền vào mỗi tháng.

## Cách chơi

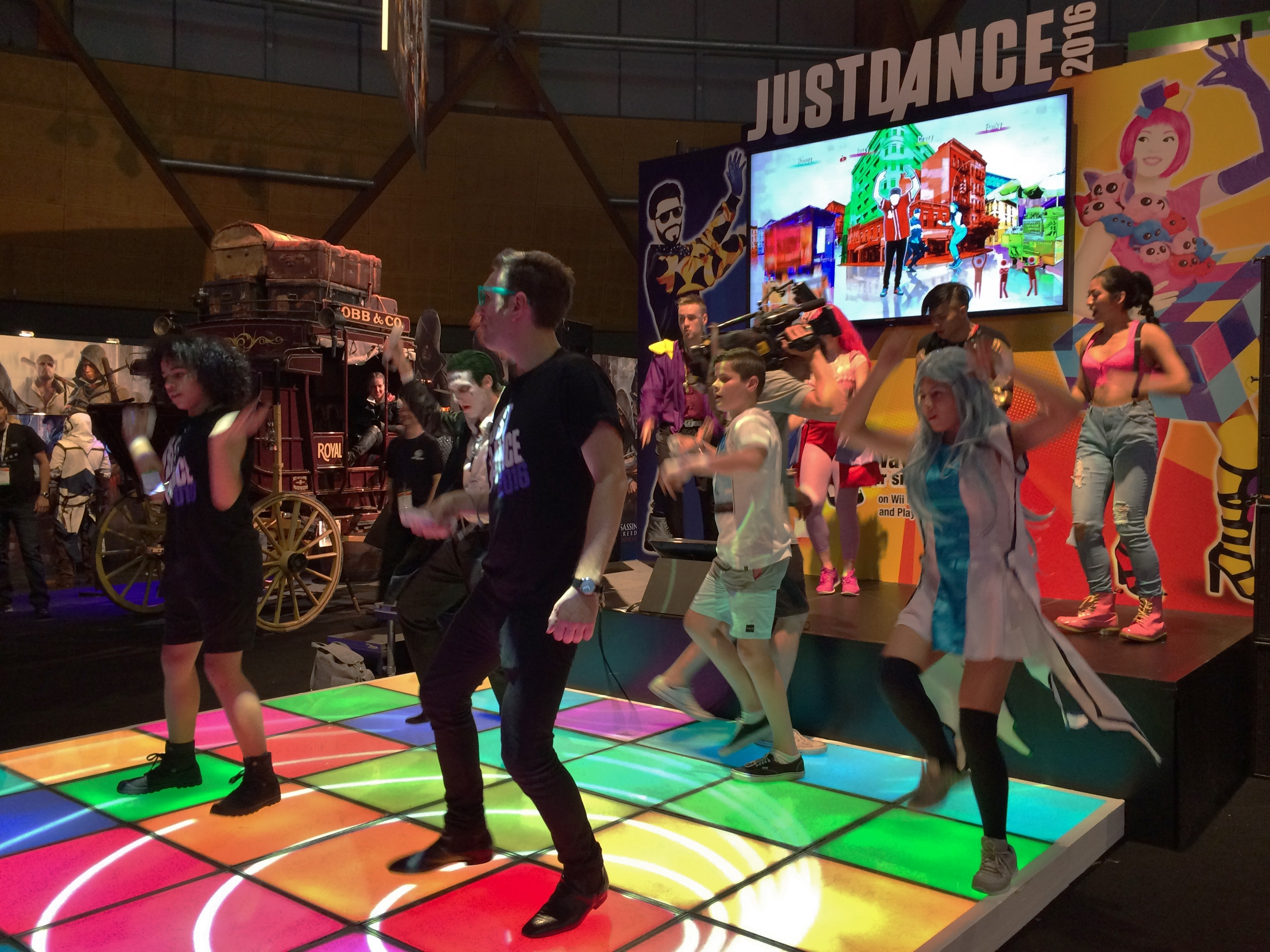
Just Dance 2016 tại EB Expo 2015

Cũng như các phần trước, người chơi chọn một bài hát, sau đó làm theo chuyển động của (các) vũ công trên màn hình. Người chơi được đánh giá theo thang điểm 5 sao về độ chính xác của từng chuyển động so với vũ công trên màn hình. Trò chơi hỗ trợ sử dụng các phụ kiện điều khiển chuyển động của từng hệ máy khác nhau như Kinect trên Xbox 360 và Xbox One; PlayStation Camera trên PS4, PlayStation Move trên cả PS3 và PS4 hay Wii Remote trên Wii và Wii U); Ngoài ra, người chơi có thể sử dụng ứng dụng Just Dance Controller trên  điện thoại thông minh để thay thế tay cầm điều khiển.
Giao diện chính đã được thiết kế lại dưới dạng chế độ"Dance Party", bao gồm các chế độ nhiều người chơi cạnh tranh và đồng đội, tính năng quay video nhảy và gửi lời mời thách đấu cũng được mang trở lại. Trong chế độ"Dance Quests", người chơi cạnh tranh với hệ thống qua ba bài hát được chọn ngẫu nhiên theo từng chủ đề. Các phiên bản dành cho hệ máy console thứ tám cũng bao gồm chế độ"Showtime", cho phép người chơi quay lại các video ca nhạc hát nhép ngắn với giao diện và chủ đề riêng của từng bài.
Ubisoft đã dừng các dịch vụ trực tuyến cho phiên bản Wii, PS3 và Xbox 360 của trò chơi vào ngày 19 tháng 11 năm 2018.

## Danh sách bài hát
Những bài hát sau có mặt trong Just Dance 2016:
| Tên bài hát                        | Nghệ sĩ                                                             | Năm  |
| ---------------------------------- | ------------------------------------------------------------------- | ---- |
| "All About That Bass"              | Meghan Trainor                                                      | 2014 |
| "Animals"                          | Martin Garrix                                                       | 2013 |
| "Balkan Blast Remix"               | Angry Birds                                                         | 2015 |
| "Blame"                            | Calvin Harris và John Newman                                        | 2014 |
| "Born This Way"                    | Lady Gaga                                                           | 2011 |
| "Boys (Summertime Love)"           | The Lemon Cubes (bản gốc bởi Sabrina)                               | 1987 |
| "Chiwawa"                          | Wanko Ni Mero Mero                                                  | 2015 |
| "Circus"                           | Britney Spears                                                      | 2008 |
| "Cool for the Summer"              | Demi Lovato                                                         | 2015 |
| "Copacabana"                       | Frankie Bostello (bản gốc bởi Barry Manilow)                        | 1978 |
| "Drop The Mambo"                   | Diva Carmina                                                        | 2015 |
| "Fancy"                            | Iggy Azalea và Charli XCX                                           | 2014 |
| "Fun"                              | Pitbull và Chris Brown                                              | 2015 |
| "Gibberish"                        | MAX                                                                 | 2015 |
| "Hangover (BaBaBa)"                | Buraka Som Sistema                                                  | 2011 |
| "Heartbeat Song"                   | Kelly Clarkson                                                      | 2015 |
| "Hey Mama"                         | David Guetta, Nicki Minaj, Bebe Rexha và Afrojack                   | 2015 |
| "Hit the Road Jack"                | Charles Percy (bản gốc bởi Ray Charles)                             | 1961 |
| "I Gotta Feeling"                  | The Black Eyed Peas                                                 | 2009 |
| "Ievan Polkka"                     | Hatsune Miku                                                        | 2007 |
| "I'm an Albatraoz"                 | AronChupa                                                           | 2014 |
| "Irish Meadow Dance"               | O'Callaghan's Orchestra                                             | 2015 |
| "Junto A Ti"                       | Cast of Disney's Violetta                                           | 2012 |
| "Kaboom Pow"                       | Nikki Yanofsky                                                      | 2015 |
| "Kool Kontact"                     | Glorious Black Belts                                                | 2015 |
| "Let's Groove"                     | Equinox Stars (bản gốc bởi Earth, Wind & Fire)                      | 1981 |
| "Lights"                           | Ellie Goulding                                                      | 2011 |
| "No Control"                       | One Direction                                                       | 2014 |
| "Rabiosa"                          | Shakira và El Cata                                                  | 2011 |
| "Same Old Love"                    | Selena Gomez                                                        | 2015 |
| "Stadium Flow"                     | Imposs                                                              | 2015 |
| "Stuck on a Feeling"               | Prince Royce                                                        | 2014 |
| "Teacher"                          | Nick Jonas                                                          | 2014 |
| "The Choice Is Yours"              | Darius Dante Van Dijk                                               | 2015 |
| "These Boots Are Made For Walkin'" | The Girly Team (bản gốc bởi Nancy Sinatra)                          | 1966 |
| "This Is How We Do"                | Katy Perry                                                          | 2014 |
| "Under the Sea"                    | Disney's The Little Mermaid (bản gốc bởi Samuel E. Wright)          | 1989 |
| "Uptown Funk"                      | Mark Ronson và Bruno Mars                                           | 2014 |
| "Want to Want Me"                  | Jason Derulo                                                        | 2015 |
| "When the Rain Begins to Fall"     | Sky Trucking (bản gốc bởi Jermaine Jackson và Pia Zadora)           | 1984 |
| "William Tell Overture"            | Rossini                                                             | 1828 |
| "You Never Can Tell"               | A. Caveman & The Backseats (bản gốc bởi Chuck Berry)                | 1964 |
| "You're the One That I Want"       | Từ bộ phim Grease (bản gốc bởi John Travolta và Olivia Newton-John) | 1978 |

### Just Dance Unlimited
Phiên bản của Just Dance 2016 trên hệ máy console thế hệ thứ tám hỗ trợ thêm Just Dance Unlimited, giúp người chơi truy cập vào thư viện hơn 150 bài hát từ những phiên bản cũ với điều kiện trả tiền thuê bao theo tháng và có kết nối Internet ổn định. Phiên bản"Gold Edition"của Just Dance 2016 cũng bao gồm 3 tháng miễn phí Just Dance Unlimited cho người chơi.
Những bài hát độc quyền mới trong Just Dance 2016 (Unlimited): 
| Tên bài hát                       | Nghệ sĩ                 | Năm  | Ngày phát hành                                                             |
| --------------------------------- | ----------------------- | ---- | -------------------------------------------------------------------------- |
| "Cheerleader (Felix Jaehn Remix)" | OMI                     | 2014 | ngày 20 tháng 10 năm 2015                                                  |
| "Smile (Улыбайся)"                | IOWA                    | 2012 | ngày 20 tháng 10 năm 2015                                                  |
| "Better When I'm Dancin'"         | Meghan Trainor          | 2015 | ngày 25 tháng 11 năm 2015                                                  |
| "Shut Up and Dance"               | Walk the Moon           | 2014 | ngày 20 tháng 1 năm 2016                                                   |
| "Get Ugly"                        | Jason Derulo            | 2015 | ngày 26 tháng 2 năm 2016                                                   |
| "Taste the Feeling"               | Avicii và Conrad Sewell | 2016 | ngày 10 tháng 3 năm 2016 (bản gốc) ngày 11 tháng 7 năm 2016 (bản thay thế) |
| "Am I Wrong"                      | Nico & Vinz             | 2013 | ngày 21 tháng 4 năm 2016                                                   |
| "Hold My Hand"                    | Jess Glynne             | 2015 | ngày 19 tháng 5 năm 2016                                                   |

## Đón nhận
Steve Hannley của Hardcore Gamer đã chỉ trích Just Dance 2016 vì thiếu sự khác biệt so với các phiên bản trước, đặc biệt là đối với một thương hiệu trò chơi được cho là đã đạt đến"mức độ bão hòa như Guitar Hero". Mặc dù chế độ Dance Quest được khen ngợi một phần vì đây là một tính năng mới, nhưng nó bị xem là thừa thãi khi chỉ chọn ba bài hát để phát liên tiếp và tất cả các chế độ mới trong Just Dance 2016 đều bị coi là làm ra chỉ để khác nhau về phần thưởng còn cách chơi thì y chang nhau. Danh sách nhạc bị chê là tệ hơn so với Just Dance 2015 (mà trước đây ông từng coi Just Dance 2015 là có danh sách nhạc tệ nhất sê-ri), quá nhiều bài hát"kỳ quặc", thiếu nhạc nhảy điện tử"Underground"và chứa quá nhiều bài hát cũ (chỉ có 8 trong số 44 bài hát trên đĩa được phát hành trong cùng năm phát hành game). Dịch vụ Just Dance Now được suy đoán là có triển vọng hơn với thương hiệu game này, nhưng thuê gói VIP ở mức 39,99 Đô la một năm (hoặc 6,99 Đô la một tháng) thật sự hơi quá, mức giá đó thậm chí ngang ngửa với một tựa game tiêu chuẩn và cho thấy rằng trò chơi không có gì thay đổi ba năm qua, sẽ hợp lý hơn nếu mức giá đó thay thế cả một phiên bản cho từng năm". Kết luận, Hannley đã cho Just Dance 2016 điểm 2,5 trên 5 và nói rằng"Trong khi lối chơi cốt lõi vẫn hấp dẫn mặc cho một số vũ đạo hơi khó hiểu, thì nhìn chung phiên bản vẫn chưa hoàn chỉnh và còn khá thờ ơ trong việc phát triển. Các tính năng cơ bản trên Kinect đã bị loại bỏ, những lưu ý không cần thiết vào việc sử dụng điện thoại thông minh để thay thế và chỉ có 8 bài hát trong tổng số hơn 40 bài phát hành trong năm 2015, đây là một vấn đề lớn khi cho thấy rằng sê-ri đang dần chuyển về những bài hát cũ.

### Giải thưởng
| Năm  | Giải thưởng                          | Hạng mục                      | Kết quả   |
| ---- | ------------------------------------ | ----------------------------- | --------- |
| 2016 | Giải thưởng Lựa chọn của Trẻ em 2016 | Trò chơi video được yêu thích | Đoạt giải |